# Yukarıserinyer, Kiğı
Yukarıserinyer là một xã thuộc huyện Kiğı, tỉnh Bingöl, Thổ Nhĩ Kỳ.